# Szabó János (kolozsmonostori apát)
Kászon-ujfalvi Szabó János (Nyárádköszvényes (Maros-Torda megye), 1767. január 27. – Kolozsvár, 1858. március 16.) királyi tanácsos, kolozsmonostori apát és olvasókanonok.

## Élete
Szabó András kántortanító és László Ágnes fia. A gimnáziumot Marosvásárhelyt, a bölcseletet Kolozsvárt, a teológiát Pesten végezte: 1791. január 2-án felszenteltetett. A károlyfehérvári presbiteriumból, ahol fél évet töltött, Tövisre küldték adminisztrátornak, innét Marosvásárhelyre, majd Kolozsvárra ment segédlelkésznek. 1796-tól az egyháztörténelem és egyházi jog tanára volt a károlyfehérvári líceumban két évig. Azután a gróf Eszterházy János (Dénes és László) fiainak nevelésével bízták meg. E minőségében plébános-helyettes volt Kolozsvárt 12 évig. 1809-ben püspöke károlyfehérvári plébánosnak és kanonoknak nevezte ki. (1826-ban lett olvasókanonok). 1813-tól kolozsvári plébános volt; 1819-ben egyszersmind kolozsmonostori apát, királyi tanácsos és a gubernium comissiójában egyházi, iskolai és alapítványi referens lett, mely utóbbi hivatalát 28 évig viselte 1847-ig, midőn ezen hivataláról lemondott és nyugalomba vonult; ekkor a Leopold-rend kis keresztjét kapta.
A Szalay Imre Egyházi beszédek gyűjteményében (1832-33) 80 beszéde és 2 homiliája van.

## Munkái
- A Szent Írás és a természet szava a földnek és az emberi nemnek némely főbb változásairól. Kolozsvár, 1803. (Ism. Annalen der Literatur und Kunst. Wien, 1804. 70. sz.)
- Néhai Mélt. L. báró branyitzkai Jósika Antal... Kolosvármegye... főispánjának... emlékezete egy halotti beszédben. Mellyet tartott Kolosvárt jan. 19. 1802. Uo.
- Mélt. Hallerkői gróf Haller Karolina úr-asszony... néhai mélt. maros-némethi gróf Gyulai Ferencz... generális özvegye egy halotti beszédben. Mondotta Kolosvárt, márcz. 6. 1809. Uo. 1809.
- Egy pár elmélkedés nagymélt. gróf Bethleni Bethlen József urnak koporsójánál. Uo. 1815.
- Nagymélt. Losontzi liber báró gróf Bánffy György Erdély főkormányzója megszünt halandó lenni jún. 5. 1822... kinek sírhalmánál a kolosvári főtemplomban ugyanaz hónap 9. az élők épülésére tanúságokat mondott. Uo. 1822. (és 1824.)
- Halotti elmélkedés, mellyet mélt. gróf Bethleni Bethlen Rosalia úrasszony gróf Csáky János volt élete párjának, azután Czegei gróf Vass Sámuel úr kegyes özvegyének koporsójánál Minoriták templomában Kolosvárt febr. 9. 1826. tartott. Uo.
- Szabó János... egyházi beszédei, kiadta Vitos Gergely Sz. arczképével. Uo. 1848.
- Vasárnapi homiliái. Uo. 1863. (Erdélyi kath. Hitszónok I.)